# Nao Hibino
Nao Hibino (Japans: 日比野 菜緒, Hibino Nao) (Ichinomiya, 28 november 1994) is een tennisspeelster uit Japan. Hibino begon met tennis toen zij tien jaar oud was. Haar favoriete ondergrond is hardcourt. Zij speelt rechtshandig en heeft een tweehandige backhand. Zij is actief in het internationale tennis sinds 2012.

## Loopbaan

### Enkelspel
Hibino debuteerde in 2012 op het ITF-toernooi van Karuizawa (Japan). Zij stond later dat jaar voor het eerst in een finale, op het ITF-toernooi van Tokio (Japan) – hier veroverde zij haar eerste titel, door landgenote Mari Tanaka te verslaan. Tot op heden{oktober 2024) won zij negen ITF-titels, de meest recente in 2023 in Kashiwa (Japan).
In 2015 speelde Hibino voor het eerst op een WTA-hoofdtoernooi, op het toernooi van Dalian. Zij bereikte er de tweede ronde. Zij stond later dat jaar voor het eerst in een WTA-finale, op het toernooi van Tasjkent – hier veroverde zij haar eerste titel, door de Kroatische Donna Vekić te verslaan. Tot op heden(oktober 2024) won zij drie WTA-titels: de tweede in 2019 in Hiroshima (Japan) en de derde in 2023 in Praag.
Zij speelde op alle vier grandslamtoernooien, maar kwam pas op het US Open 2017 voorbij de eerste ronde. Haar hoogste notering op de WTA-ranglijst is de 56e plaats, die zij bereikte in januari 2016.

### Dubbelspel
Hibino is in het dubbelspel minder actief dan in het enkelspel. Zij debuteerde in 2012 op het ITF-toernooi van Gifu (Japan) samen met landgenote Emi Mutaguchi. Zij stond later dat jaar voor het eerst in een finale, op het ITF-toernooi van Kioto (Japan), weer samen met Mutaguchi – hier veroverde zij haar eerste titel, door het Japanse duo Miyu Kato en Misaki Mori te verslaan. Tot op heden(oktober 2024) won zij elf ITF-titels, de meest recente in 2023 in Ilkley (Engeland).
In 2014 speelde Hibino voor het eerst op een WTA-hoofdtoernooi, op het toernooi van Osaka, samen met landgenote Riko Sawayanagi. Zij stond in 2017 voor het eerst in een WTA-finale, op het toernooi van Monterrey, samen met de Poolse Alicja Rosolska – hier veroverde zij haar eerste titel, door het koppel Dalila Jakupović en Nadija Kitsjenok te verslaan. Tot op heden(oktober 2024) won zij drie WTA-titels: de tweede in 2019 in Hiroshima (Japan), aan de zijde van landgenote Misaki Doi, en de derde in 2023 in Praag, geflankeerd door de Georgische Oksana Kalasjnikova.
Haar beste resultaat op de grandslamtoernooien is het bereiken van de derde ronde, op het US Open 2016 samen met Nicole Gibbs, op Roland Garros 2017 aan de zijde van Alicja Rosolska, op het US Open 2018 met Oksana Kalasjnikova en op het Australian Open 2019 geflankeerd door Desirae Krawczyk. Haar hoogste notering op de WTA-ranglijst is de 43e plaats, die zij bereikte in juli 2017.

### Tennis in teamverband
In de periode 2016–2024 maakte Hibino deel uit van het Japanse Fed Cup-team – zij behaalde daar een winst/verlies-balans van 9–6.

## Posities op deWTA-ranglijst
Positie per einde seizoen:
| jaar | rang enkelspel | rang dubbelspel |
| ---- | -------------- | --------------- |
| 2012 | 578            | 1068            |
| 2013 | 291            | 327             |
| 2014 | 207            | 318             |
| 2015 | 78             | 167             |
| 2016 | 84             | 80              |
| 2017 | 92             | 50              |
| 2018 | 119            | 68              |
| 2019 | 102            | 66              |
| 2020 | 72             | 68              |
| 2021 | 126            | 104             |
| 2022 | 137            | 125             |
| 2023 | 90             | 147             |

## Palmares
| Legenda                 |
| ----------------------- |
| Grandslamtoernooi       |
| Olympische Spelen       |
| Year-End Championships  |
| Premier Mandatory       |
| Premier Five / WTA 1000 |
| Premier / WTA 500       |
| International / WTA 250 |
| Challenger / WTA 125    |

### WTA-finaleplaatsen enkelspel
| nr.              | finale     | toernooi              | ondergrond | tegenstandster    | score         |         |
| ---------------- | ---------- | --------------------- | ---------- | ----------------- | ------------- | ------- |
| gewonnen finales |            |                       |            |                   |               |         |
| 1.               | 2015-10-03 | WTA Tasjkent          | hardcourt  | Donna Vekić       | 6-2, 6-2      | details |
| 2.               | 2019-09-15 | WTA Japan (Hiroshima) | hardcourt  | Misaki Doi        | 6-3, 6-2      | details |
| 3.               | 2023-08-07 | WTA Praag             | hardcourt  | Linda Nosková     | 6-4, 6-1      | details |
| verloren finales |            |                       |            |                   |               |         |
| 1.               | 2016-10-01 | WTA Tasjkent          | hardcourt  | Kristýna Plíšková | 3-6, 6-2, 3-6 | details |
| 2.               | 2017-03-05 | WTA Kuala Lumpur      | hardcourt  | Ashleigh Barty    | 3-6, 2-6      | details |
| 3.               | 2017-07-30 | WTA Nanchang          | hardcourt  | Peng Shuai        | 3-6, 2-6      | details |

### WTA-finaleplaatsen vrouwendubbelspel
| nr.              | finale     | toernooi              | ondergrond    | partner             | tegenstandsters                       | score            |         |
| ---------------- | ---------- | --------------------- | ------------- | ------------------- | ------------------------------------- | ---------------- | ------- |
| gewonnen finales |            |                       |               |                     |                                       |                  |         |
| 1.               | 2017-04-09 | WTA Monterrey         | hardcourt     | Alicja Rosolska     | Dalila Jakupović Nadija Kitsjenok     | 6-2, 7-6         | details |
| 2.               | 2019-09-15 | WTA Japan (Hiroshima) | hardcourt     | Misaki Doi          | Christina McHale Valerija Savinych    | 3-6, 6-4, [10-4] | details |
| 3.               | 2023-08-07 | WTA Praag             | hardcourt     | Oksana Kalasjnikova | Quinn Gleason Elixane Lechemia        | 6-7, 7-5, [10-3] | details |
| verloren finales |            |                       |               |                     |                                       |                  |         |
| 1.               | 2017-09-30 | WTA Tasjkent          | hardcourt     | Oksana Kalasjnikova | Tímea Babos Andrea Hlaváčková         | 5-7, 4-6         | details |
| 2.               | 2018-02-04 | WTA Taiwan            | hardcourt (i) | Oksana Kalasjnikova | Duan Yingying Wang Yafan              | 6-7, 6-7         | details |
| 3.               | 2019-10-13 | WTA Tianjin           | hardcourt     | Miyu Kato           | Shuko Aoyama Ena Shibahara            | 3-6, 5-7         | details |
| 4.               | 2021-04-25 | WTA Istanbul          | gravel        | Makoto Ninomiya     | Veronika Koedermetova Elise Mertens   | 1-6, 1-6         | details |
| 5.               | 2024-06-08 | WTA Makarska          | gravel        | Oksana Kalasjnikova | Sabrina Santamaria Iryna Sjymanovitsj | 4-6, 6-3, [6-10] | details |
| 6.               | 2024-10-06 | WTA Hongkong          | hardcourt     | Makoto Ninomiya     | Monica Niculescu Elena Gabriela Ruse  | 3-6, 7-5, [5-10] | details |

## Resultaten grandslamtoernooien
| Legenda | Legenda                          |
| ------- | -------------------------------- |
| g.t.    | geen toernooi gehouden           |
| l.c.    | lagere categorie                 |
| –       | niet deelgenomen                 |
| G       | uitgeschakeld in de groepsfase   |
| 1R      | uitgeschakeld in de eerste ronde |
| 2R      | uitgeschakeld in de tweede ronde |
| 3R      | uitgeschakeld in de derde ronde  |
| 4R      | uitgeschakeld in de vierde ronde |
| KF      | uitgeschakeld in de kwartfinale  |
| HF      | uitgeschakeld in de halve finale |
| F       | de finale verloren               |
| W       | het toernooi gewonnen            |
| w-v     | winst/verlies-balans             |

### Enkelspel
| toernooi        | 2016 | 2017 | 2018 |      | 2020 | 2021 | 2022 | 2023 | 2024 |
| --------------- | ---- | ---- | ---- | ---- | ---- | ---- | ---- | ---- | ---- |
| Australian Open | 1R   | 1R   | 1R   | 2R   | 2R   | 1R   | –    | 1R   |      |
| Roland Garros   | 1R   | 1R   | –    | 2R   | 2R   | –    | 1R   | 1R   |      |
| Wimbledon       | 1R   | 1R   | –    | g.t. | 2R   | –    | 1R   | 1R   |      |
| US Open         | 1R   | 2R   | –    | 1R   | 1R   | –    | –    | 1R   |      |

### Vrouwendubbelspel
| toernooi        | 2016 | 2017 | 2018 | 2019 | 2020 | 2021 | 2022 |    | 2024 |
| --------------- | ---- | ---- | ---- | ---- | ---- | ---- | ---- | -- | ---- |
| Australian Open | 1R   | 2R   | 1R   | 3R   | 2R   | 1R   | 2R   | –  |      |
| Roland Garros   | 2R   | 3R   | 2R   | 1R   | 1R   | 2R   | –    | 2R |      |
| Wimbledon       | 1R   | 1R   | –    | 1R   | g.t. | 2R   | –    | 2R |      |
| US Open         | 3R   | 2R   | 3R   | 1R   | 1R   | 1R   | –    | –  |      |